# 増尾伸一郎
増尾 伸一郎（ますお しんいちろう、1956年12月23日 - 2014年7月25日）は、日本の歴史学者。東アジア文化史。
山梨県生まれ。筑波大学大学院歴史人類学研究科博士課程単位取得。東京成徳大学人文学部助教授、2007年准教授、2009年教授。

## 著書
- 『万葉歌人と中国思想』吉川弘文館 1997
- 『日本古代の典籍と宗教文化』吉川弘文館、2015

### 共編著
- 『講座道教　アジア諸地域と道教』遊佐昇,野崎充彦共編 雄山閣 2001
- 『道教の経典を読む』丸山宏共編 大修館書店（あじあブックス） 2001
- 『環境と心性の文化史』工藤健一,北條勝貴共編 勉誠出版 2003
- 『ケガレの文化史 物語・ジェンダー・儀礼』服藤早苗,小嶋菜温子,戸川点共編 森話社（叢書・文化学の越境） 2005
- 『藤氏家伝を読む』篠川賢共編 吉川弘文館 2011
- 『知のユーラシア 5 交響する東方の知 漢文文化圏の輪郭』松﨑哲之共編 明治書院 2014
- 『『酒飯論絵巻』影印と研究 文化庁本・フランス国立図書館本とその周辺』伊藤信博,クレール=碧子・ブリッセ共編 臨川書店 2015
- 『寺院縁起の古層 注釈と研究』小林真由美,北條勝貴共編 法藏館 2015

翻訳
- 『新羅殊異伝 散逸した朝鮮説話集』小峯和明共編訳 平凡社（東洋文庫） 2011

## 論文
- Cinii